# Dekanat żłobiński
Dekanat żłobiński – jeden z dziesięciu dekanatów wchodzących w skład eparchii homelskiej i żłobińskiej Egzarchatu Białoruskiego Patriarchatu Moskiewskiego.

## Parafie w dekanacie
- Parafia św. Jerzego Zwycięzcy w Czerwonym Brzegu
  - Cerkiew św. Jerzego Zwycięzcy w Czerwonym Brzegu
- Parafia Opieki Matki Bożej w Kirowie
  - Cerkiew Opieki Matki Bożej w Kirowie
- Parafia św. Michała Archanioła w Paprotnem
  - Cerkiew św. Michała Archanioła w Paprotnem
- Parafia Wszystkich Świętych w Pirzewiczach
  - Cerkiew Wszystkich Świętych w Pirzewiczach
- Parafia Świętych Apostołów Piotra i Pawła w Pobołowie
  - Cerkiew Świętych Apostołów Piotra i Pawła w Pobołowie
- Parafia Narodzenia Najświętszej Maryi Panny w Słonem
  - Cerkiew Narodzenia Najświętszej Maryi Panny w Słonem
- Parafia Kazańskiej Ikony Matki Bożej w Stepach
  - Cerkiew Kazańskiej Ikony Matki Bożej w Stepach
- Parafia Opieki Matki Bożej w Strzeszynie
  - Cerkiew Opieki Matki Bożej w Strzeszynie
- Parafia Opieki Matki Bożej w Szychowie
  - Cerkiew Opieki Matki Bożej w Szychowie
- Parafia św. Bazylego Wielkiego we Żłobinie
  - Cerkiew św. Bazylego Wielkiego we Żłobinie
- Parafia św. Jana Woina w Żłobinie
  - Cerkiew św. Jana Woina w Żłobinie
- Parafia św. Serafina z Sarowa w Żłobinie
  - Cerkiew św. Serafina z Sarowa w Żłobinie
- Parafia Świętej Trójcy w Żłobinie
  - Cerkiew Świętej Trójcy w Żłobinie

## Galeria

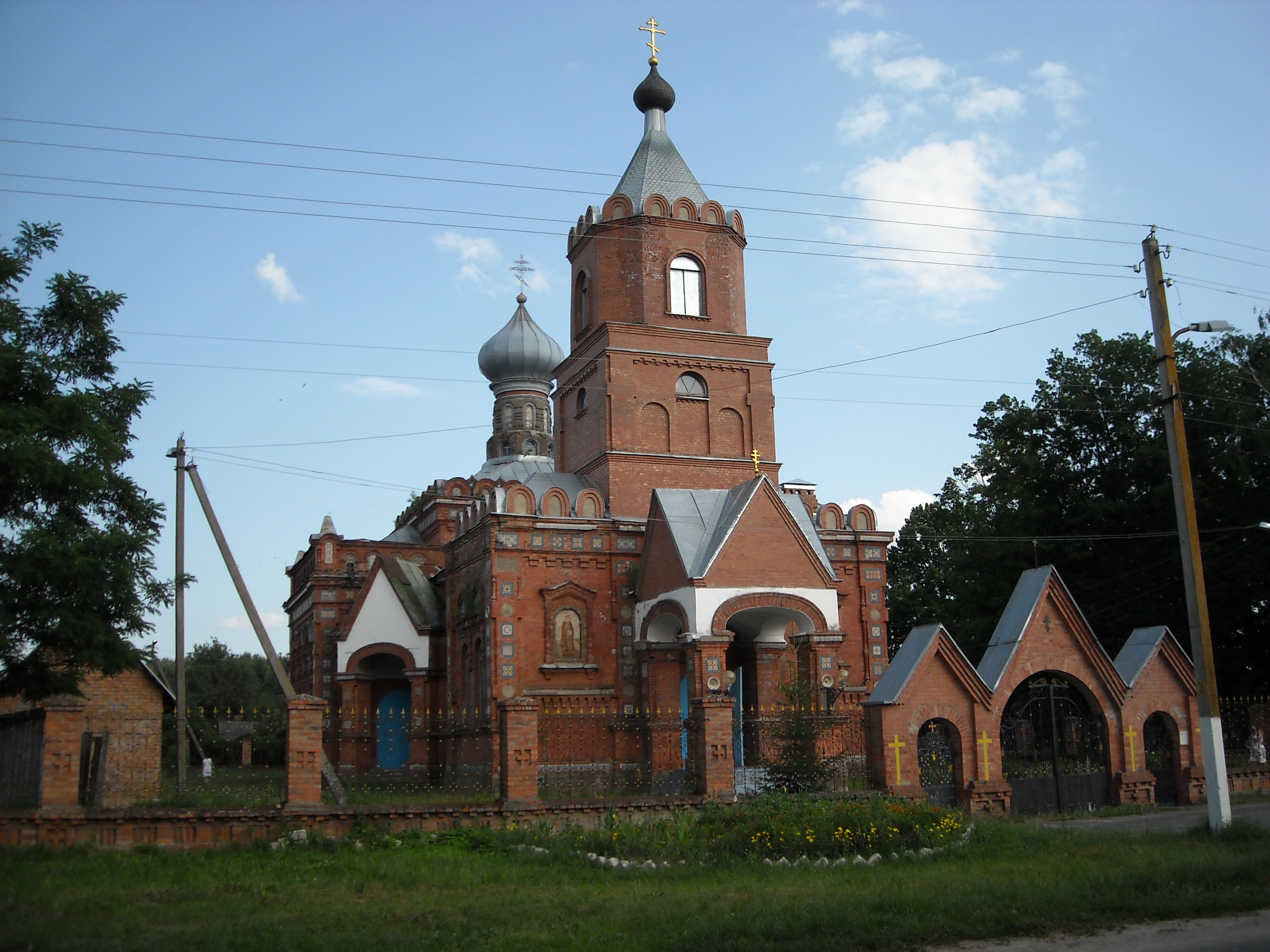
Cerkiew Wszystkich Świętych w Pirzewiczach
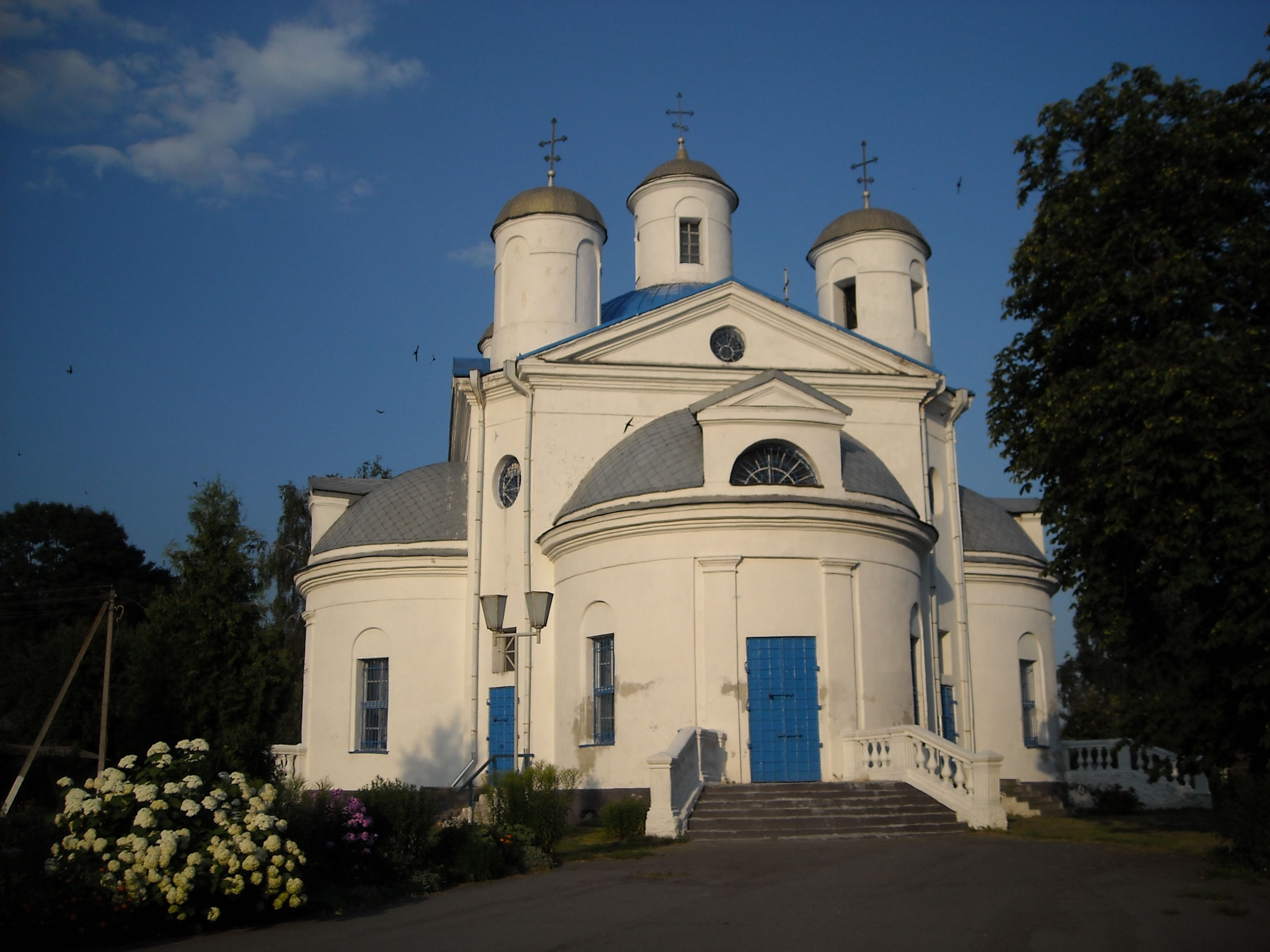
Cerkiew Opieki Matki Bożej w Strzeszynie
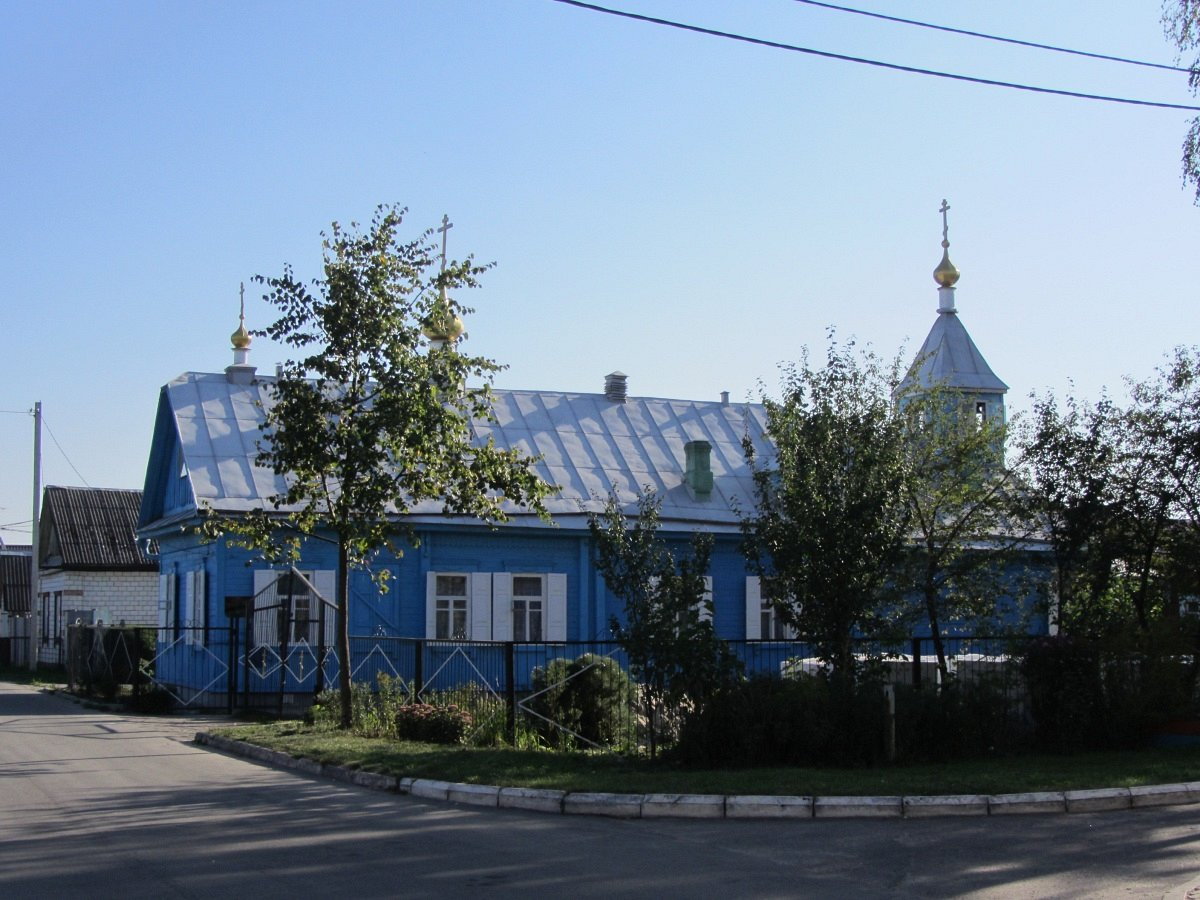
Cerkiew św. Bazylego Wielkiego w Żłobinie
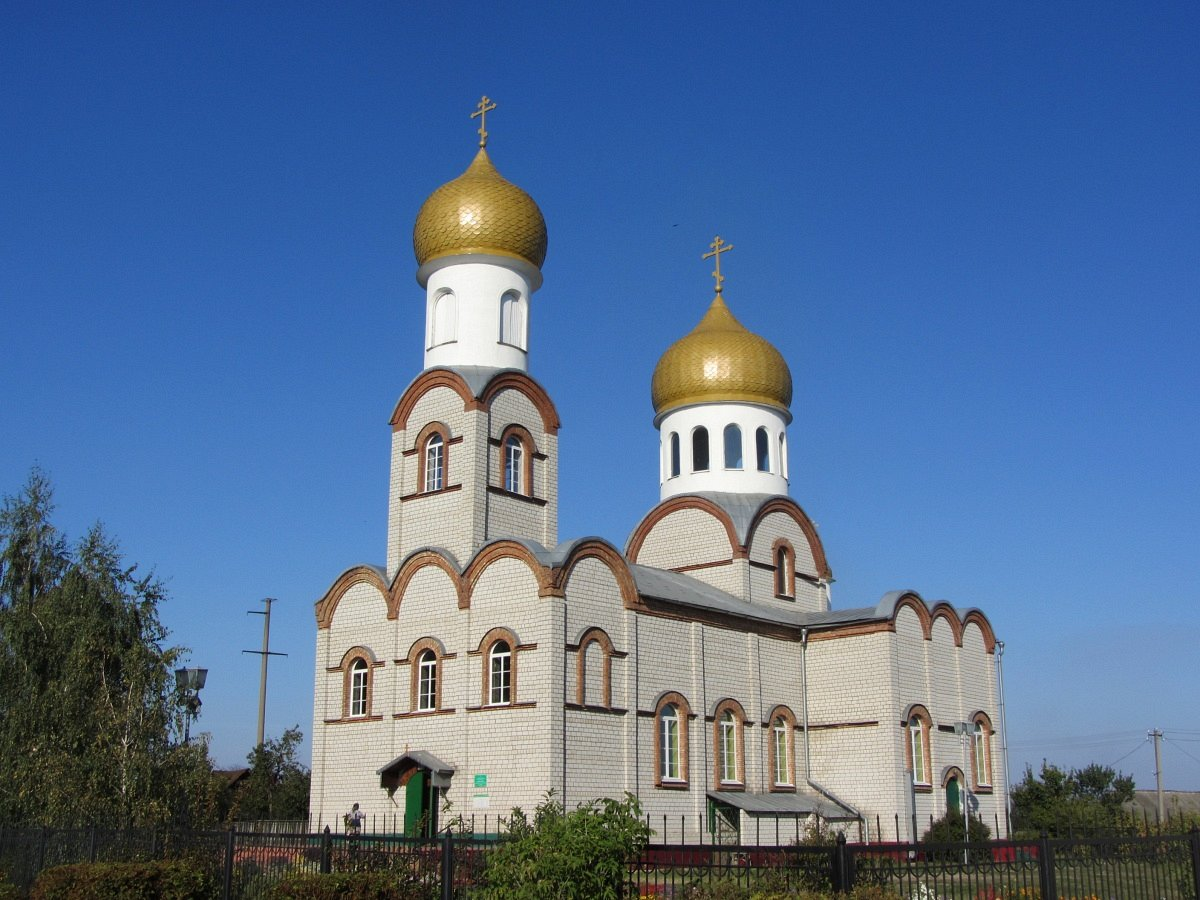
Cerkiew Świętej Trójcy w Żłobinie